# Arturo Imedio
Arturo Imedio Romeo (Miranda de Ebro, 15 giugno 1930 – 5 aprile 1990) è stato un cestista, allenatore di pallacanestro e dirigente sportivo spagnolo.

## Carriera
Con la Spagna ha disputato i Campionati mondiali del 1950.

## Palmarès
- Campionato spagnolo: 1

Real Madrid: 1957
- Copa del Rey: 2

Real Madrid: 1956, 1957